# Província de Diyarbakır
Diyarbakır és una província a la part oriental de Turquia, administrada per un governador nomenat pel govern central.
Diyarbakır ha estat la llar de moltes civilitzacions. Diyarbakır i l'àrea circumdant són un important jaciment arqueològic d'artefactes i talles de pedra de l'era Mesolítica. La província de Diyarbakır ha estat governada per accadis, luvites, hitites, hurrites, mittanis, assiris, urartus, arameus, frigis, escites, babilonis, perses, macedonis, grecs, romans, parts, romans d'Orient, perses sassànides, àrabs turcs seljúcides, mongols, perses safàvides i finalment turcs otomans.
Diyarbakır fou un primer baluard del cristianisme arameu (siríac), i també del cristianisme armeni. Abans de la Primera Guerra Mundial, els grups ètnics cristians constituïen un 30% de la població.
Des de la Primera Guerra Mundial, i les massacres de la població cristiana, només uns quants milers d'arameus (siríacs) i armenis viuen encara a la província, alguns a la ciutat de Diyarbakır i altres en pobles assiris i armenis.
La província, actualment, té una gran proporció de població turca, seguida en nombre per kurds ètnics. Altres grups inclouen arameus (siríacs), armenis, àrabs i yazidis.

## Districtes
La província de Diyarbakır es divideix en 17 districtes
- Bağlar
- Bismil
- Çermik
- Çınar
- Çüngüş
- Dicle
- Eğil
- Ergani
- Hani
- Hazro
- Kayapınar
- Kocaköy
- Kulp
- Lice
- Silvan
- Sur
- Yenişehir

## Llocs històrics de ciutat
Gran Mesquita de Diyarbakır
La mesquita més antiga d'Anatòlia. Després de la captura de Diyarbakır el 639, la zona va passar a estar sota el control dels musulmans, i el temple més gran al cor de la ciutat (L'Església de Martoma) va ser convertit en una mesquita. Més tard, en l'any 1091, sota el comandament de Gran governant seljúcida Màlik-Xah I, va comportar-ne una profunda restauració; les diverses addicions i renovacions dels diferents períodes estan prenent forma a la llum de les inscripcions. La Mesquita Omeia de Damasc, del famós primer període islàmic (a causa de similituds) s'interpreta com a reflex de la gran Mesquita de Diyarbakir a Anatòlia.
Muralles de Diyarbakır
Les muralles de Diyarbakır tenen la distinció de ser les segones més llargues del món, després de la Gran Muralla de la Xina. Les seves muralles fan 5,5 quilòmetres de llarg, 3,5 metres de gruix i entre 10 i 12 metres d'alçada.